# ブリッケンドンとウルマーズの不動産群
座標: 南緯41度37分30秒 東経147度08分30秒 / 南緯41.62500度 東経147.14167度
ブリッケンドンとウルマーズの不動産群（Brickendon and Woolmers Estates）とは、タスマニア州・ロングフォードにある私有農場。2010年に、他の10の遺産とともに、UNESCOの世界遺産に「オーストラリアの囚人遺跡群」として登録されたことで知られる。
トーマス・アーチャーが開拓事業を開始したウルマーズの農場とウィリアム・アーチャーが開拓に従事したブリッケンドンの農場によって構成される。この2つの農場の歴史は、兄弟がロングフォードを開拓した1817年に始まる。この2つの農場は、開拓の際に、オーストラリアに流罪に処された囚人が労働力として使用された歴史を持つ。 マッコーリー川（Macquarie River）を挟んで、2つの農場は隣接している。マッコリー川の西岸がブリッケンドンの農場であり、東岸がウルマーズの農場である。

## 農場建設前夜の歴史
タスマニア島でのヨーロッパ人移住の始まりは、1803年9月である。ジョン・ボーウェン海軍大尉の指導のもと、この植民が実施された。バス海峡に面するジョージ・タウンのポート・ダーリンプルで始まった植民活動は、タスマニア島全域に拡大していった。その中で、1811年12月12日、ラックラン・マッコーリーニューサウスウェールズ植民地総督が、タスマニア島へ視察旅行に訪れた。結果として、マッコーリーの視察により、ノーフォーク島に居住していた住民をタスマニアに移住させ、彼らに40から80エーカーの土地を付与した。
マッコーリー時代のロングフォードは、ノーフォーク平原と呼ばれていたが、このノーフォーク平原に農地が誕生したのは、1813年のことである。1817年から1821年の間にかけて、現在のブリッケンドンの場所には、6つの農場が形成された。

## ウルマーズ農場

### トーマス・アーチャー

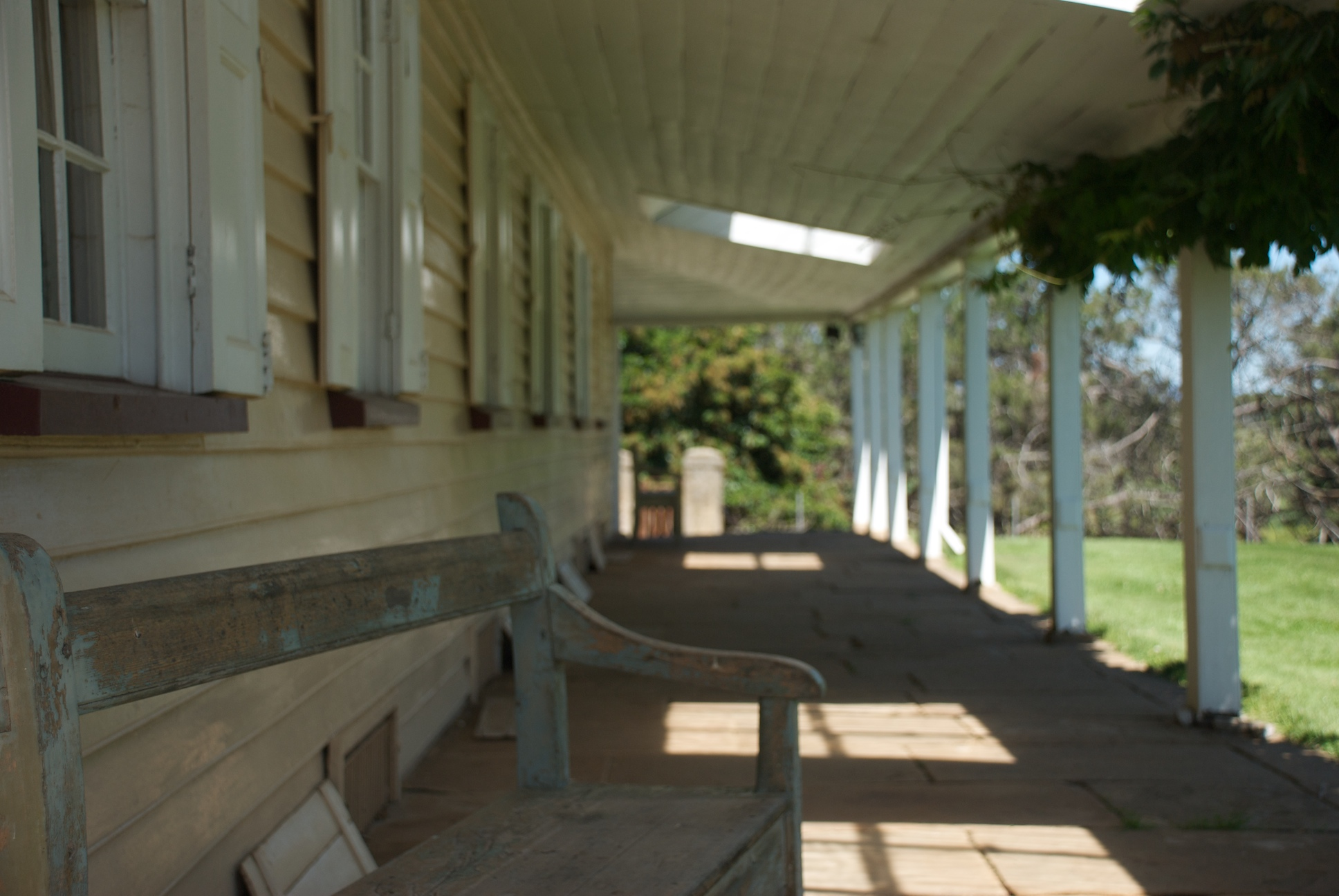
ウルマーズ農場のベランダ

イングランドハートフォードの製粉業者を出自とするトーマス・アーチャー（Thomas Archer、1790年4月3日-1850年）がイギリスを出発したのが1811年のことで、翌年1月18日、シドニーに着いた。1813年、タスマニア島に移住し、既に、タスマニア島のウルマーズで開拓事業に従事していた兄弟のジョゼフ、ウィリアム（・ジュニア）、エドワードに合流した。
トーマスが経営したウルマーズ農場は、羊毛の生産、イギリスへの輸出業が専業であった。1820年代には、農場の買収や植民地政府の農地付与もあり、農地を拡大していった。1820年には、5人の囚人と10頭の羊で成立していたウルマーズの農場は、1825年には、40人の囚人を雇用し、6,000頭の羊を飼育するまでに発展していった。
ウルマーズ農場は、当時、タスマニア島最大の羊毛業者になっていたにもかかわらず、その住まいは質素なものであったと伝えられている。1842年に、トーマスの子供であるトーマス・ウィリアム・アーチャー2世（Thomas William Archer II、1818年-1844年）が、建築学の留学から帰国すると、質素だったウルマーズ農場の建築物に、イタリアナーテ建築（en）のダイニング・ルーム、玄関、キッチンを増築した。この増築に関して、かつて、ウルマーズ農場の質素さに落胆したジェーン・ウィリアムズ（Jane Williams）も驚嘆している。
トーマス・ウィリアムが1844年に、農場の祖であるトーマスが1850年に死亡すると、ウルマーズ農場は、トーマス・ウィリアムの子で、初代のトーマスから見て孫に当たるトーマス・ウィリアム・チャルマーズ・アーチャー3世（Thomas William Chalmers Archer III、1840年-1890年）がウルマーズ農場を相続した。

### T.チャルマーズ・アーチャーとT.キャスカート・アーチャー
10歳で、ウルマーズ農場を相続したトーマス・チャルマーズは、成人した当初、農場経営に関心を示さなかった。そのため、トーマス・チャルマーズの財産を管理していた信託人は、ウルマーズ農場の土地を借地として貸し出すことにした。多くの土地が貸し出され、1883年には、ウルマーズ農場の経営はウサギの大繁殖もあり、破綻した。1890年にトーマス・チャルマーズは死亡したが、彼の息子であるトーマス・キャスカート・アーチャー（Thomas Cathcart Archer、1862年-1934年）もまた、父と同様に、農場経営に関心を示さなかった。彼は、ローンセストンに住み続け、クリケットやヨット、ゴルフに興味を持ち続けた。1897年に、ウルマーズ農場にもどるまでは、農場をいとこのウィリアム・アーチャー・ケルモード（William Archer Kermode）に貸与している。1906年、ウルマーズ農場の保有する土地のうち、6,000エーカーの土地がタスマニア州政府に購入された。州政府に購入された6,000エーカーの土地は、3年のうちに11の農場に分割された。

### T.E.C.アーチャーとトーマス・ウィリアム・アーチャー
1912年、トーマス・キャスカートはただ1人の息子であるトーマス・エドワード・キャスカート・アーチャー（Thomas Edward Cathcart Archer、1892年11月24日-1975年）に果樹園を与えた。トーマス・エドワード・キャスカートは、ローンセストンでの居住を希望していたが、これ以降、ウルマーズで生活を送ることとした。1921年以降は、農園のほとんどをトーマス・エドワード・キャスカートが保有することとなったが、彼自身は、多くの土地を貸与したが、それでも父トーマス・キャスカートが死ぬ1934年まで、2,000エーカーの土地を自己保有していた。
トーマス・エドワード・キャスカートの子供であるトーマス・ウィリアム・アーチャー（Thomas William Archer、1917年-1994年）は、ウルマーズ農場を相続したときには既に50代であった。彼自身は、相続後、20年間、ウルマーズ農場に居住したが、1994年に死亡した。彼の遺言により、ウルマーズ農場は、現在のウルマーズ財団に管理下が移ったことで、アーチャー家によるウルマーズ農場の管理の歴史は終わりを告げた。

## ブリッケンドン農場

### ウィリアム・アーチャー

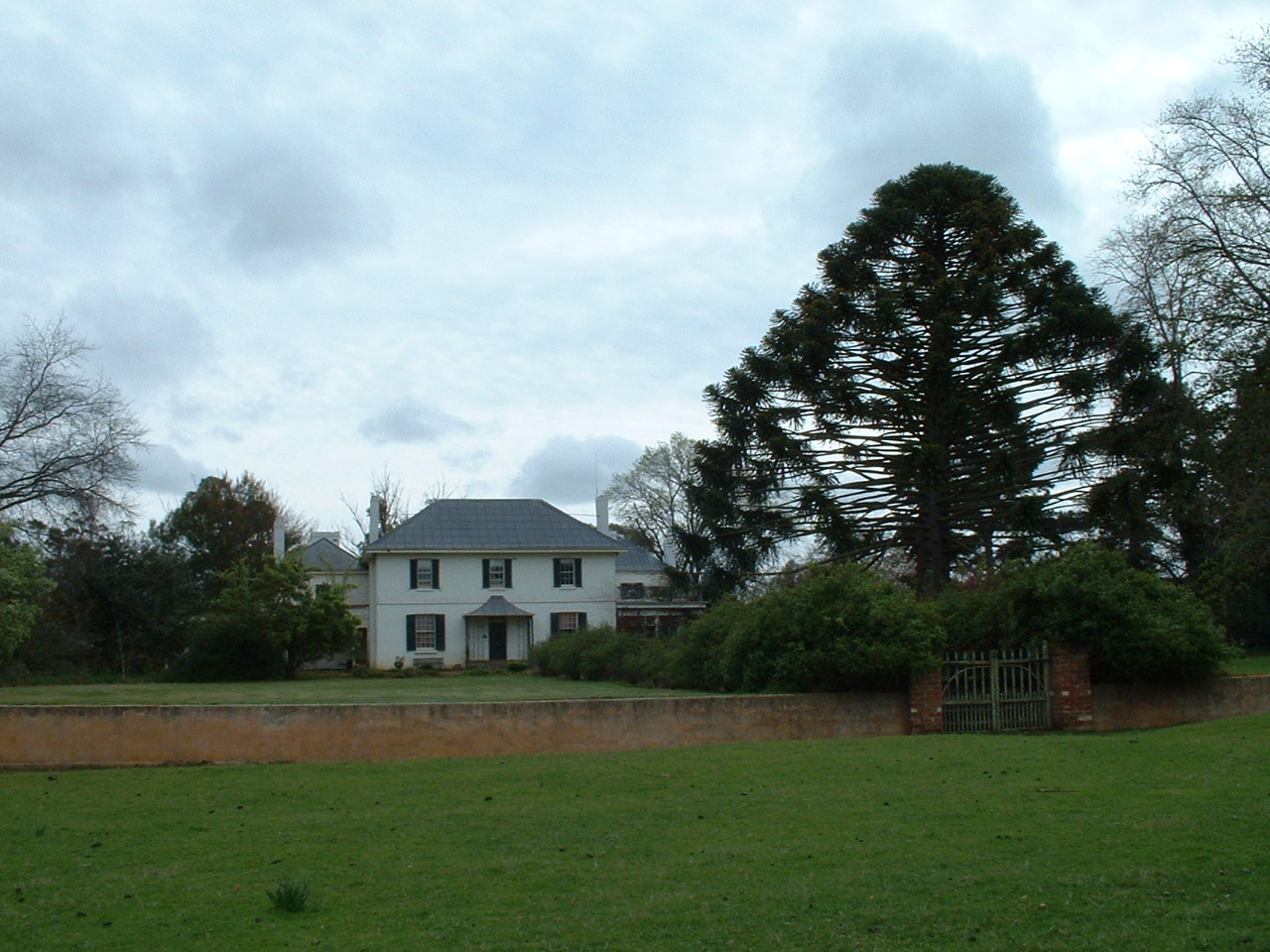
ブリッケンドン農場の住居

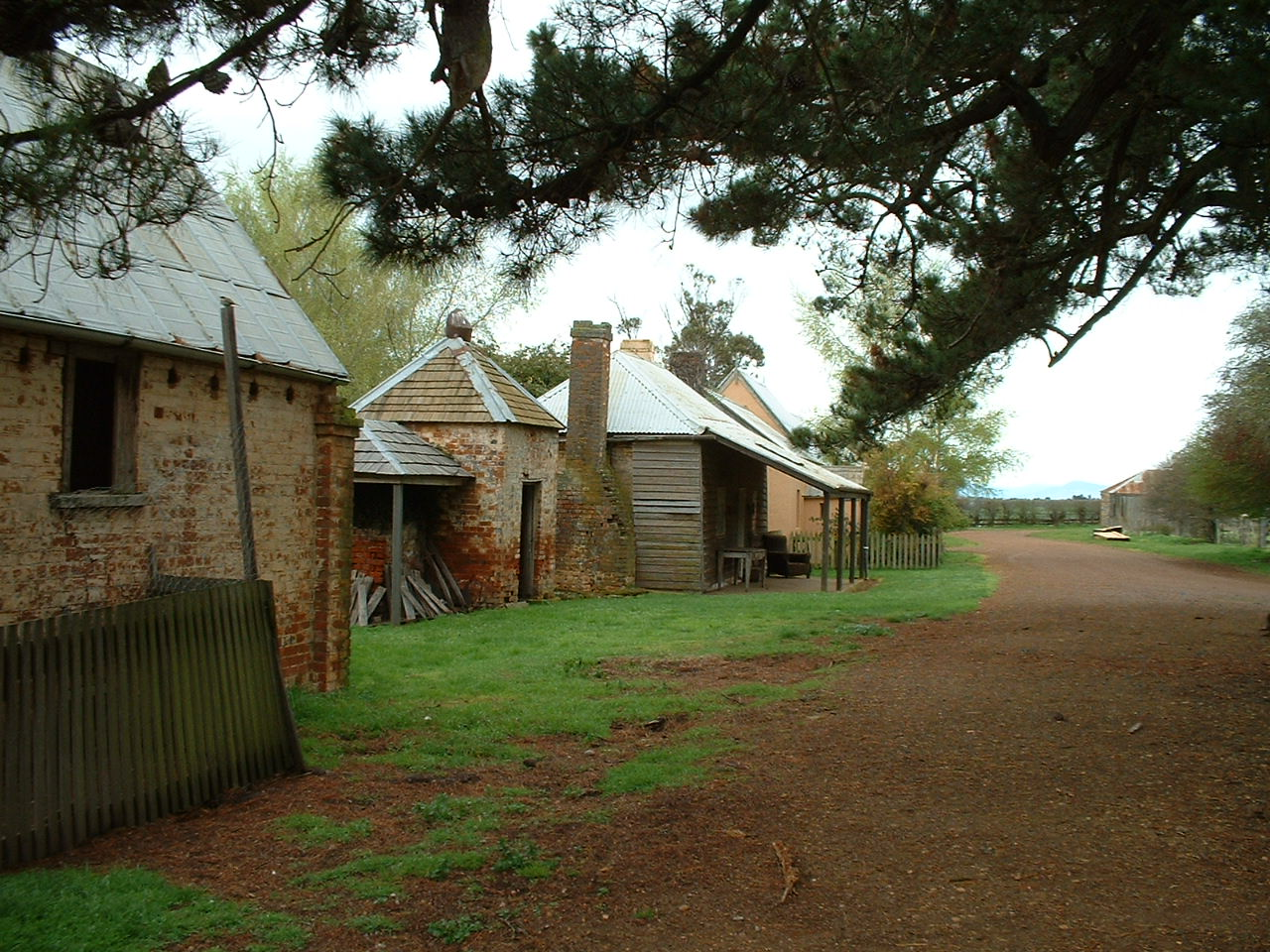
ブリッケンドン農場

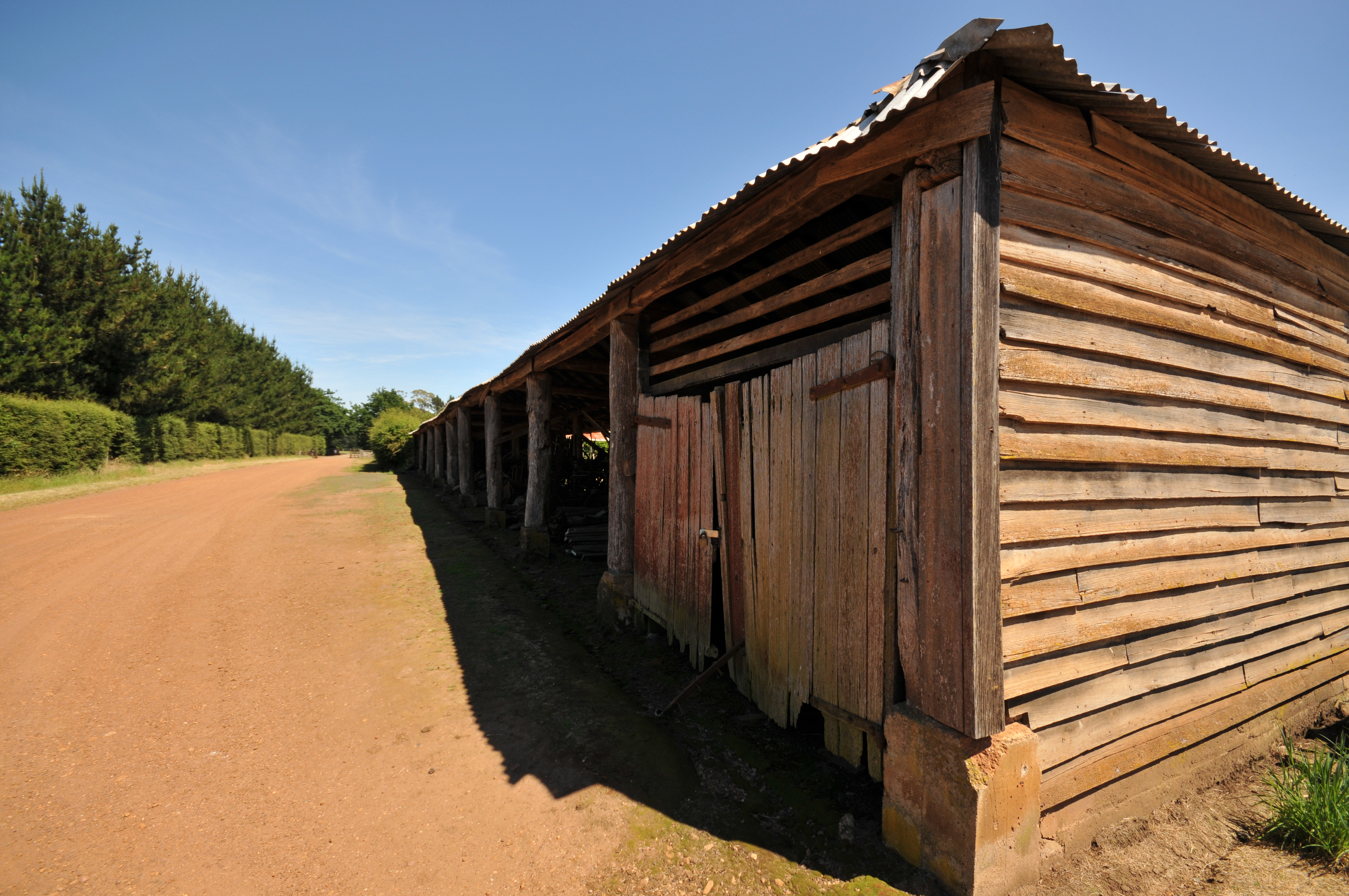
ブリッケンドン農場の機械置き場

一方、トーマスの弟であるウィリアム・アーチャー・ジュニアがタスマニア島に着いたのは、1820年8月のこととされる。ウィリアムは、1829年の結婚まで、ウルマーズ農場のトーマスのもとにいたと考えられている。
1827年、トーマスとウィリアム・ジュニアの父親であるウィリアム・シニアが兄弟のもとに合流した。後に、彼らの父親であるウィリアム・アーチャー・シニア（William Archer Senior、1754年-1833年）は、若かりしころ、アメリカ合衆国に野望を抱いて渡ったが、彼の野望は合衆国で果たされることが無く、イギリスに戻った。イギリスに戻った彼は、綿工業に進出したが、程なく破産した人物である。ウィリアム・シニアは、ローンセストンで植民地における製粉業を起業し、ウィリアム・ジュニアと協働したが、彼らの計画は数ヶ月後に変更を余儀なくされた。1824年に、現在のブリッケンドン農場は、牧羊に専業していたウルマーズ農場と異なり、多角化された農場を目指していた。この変更は、1828年8月に正式に具体化された。1828年時点では、ウルマーズ、ブリッケンドンの両農場は、トーマスが所有していたが、農場を拡大するために、ウィリアム親子は、事業の成功のために、大工や木挽、車大工、レンガ職人を雇用することを決定し、借金をすることとした。しかしながら、1829年1月まで、こういった農場経営に必要な人材が農場に到着するのを待たざるを得なかった。また、農場経営には、鍛冶、石工のみならず、農場の小麦を収穫する人数も欠如していた。
こういった形で、1829年の時点で、本格的に、ウィリアム父子によって経営が開始された。経営開始時点でブリッケンドン農場は300エーカーの土地を所有していた。ブリッケンドン農場の建設は、ウィリアム・シニアの日記に残されている。2階建てのレンガ造りの住居、また、キッチンや貯蔵庫、洗濯場、召使のための部屋を兼ね備えたレンガ造りのオフィス、30人が住むことのできるコテージ、納屋、穀物倉庫、厩舎、材木置き場もあわせて建設された。
ブリッケンドン農場は、低湿地であったため、農場内の建築物と平行して建設されたのが、排水施設である。1829年4月に建設が開始された。さらに、ブリッケンドン農場は、低湿地であった一方で、マッコーリー川を離れると満足に水の供給がされないという弱点があった。そのため、風車とポンプを利用して、マッコーリー川から給水する施設を建設したが、1895年には、これらは使用されなくなった。ブリッケンドン農場では、農場内に点在する建築物の屋根に降った雨を貯水するシステムを建設した。1895年までには、レンガあるいはセメントで作られたタンクに3万から5万ガロンを貯水することができるようになっていた。さらに、農場は、ロングフォードの水道施設と連結され、貯水塔が農場の果樹園や花卉庭園のいたるところに建設され、複数の水場も設けられた。
ウィリアム・シニアは、1830年2月に日記を書くことをやめ、1833年に死去した。ウィリアム・ジュニアが、ブリッケンドン農場の舵を取るようになった1830年代は、農場の更なる拡張が実施された。1830年代には、ブリッケンドン農場の住居が南側に拡張された。果樹園には、庭師のためのコテージ（Gardener’s Cottage）が建設され、1841年までには、農場のコテージ（Farm Cottage）、レンガ造りの穀物貯蔵庫、鶏小屋、燻製場、木材貯蔵庫が追加された。ウィリアム・ジュニアの建設計画では、礼拝堂の建設は無かったが、1836年以降、礼拝場の建設も計画された。
ブリッケンドン農場の拡張時期は、ウィリアム・ジュニアが1829年5月1日にキャロライン・ハリソンと結婚し、10人の子供をもうけた時代と重なる。1842年に実施された国勢調査では、ブリッケンドン農場には、53人が居住していたことが明らかとなっている。その内訳は、アーチャー家（ウィリアムと妻キャロライン、6人の子供）、7人の技術者（このうち鍛冶も含まれる）、1人の羊飼い、23人の農場労働者（庭師、牧畜担当者も含む）、10人の召使、それ以外の6人の労働者である。
1840年代前半は、ウィリアムには経済的に苦難を強いられた。6人とパートナーを組み、1840年8月1日に、銀行（Archer, Gilles & Co. Bank）を設立したものの、当時のタスマニアは、農業不況の時代であり、銀行は1844年に破綻した。銀行はユニオン・バンク（現在のオーストラリア・ニュージーランド銀行（ANZ））に引き継がれている。銀行経営に失敗したとはいえ、ブリッケンドン農場の経営は、当時のイギリスの植民地内では絶賛を受けるものであったことは変わりは無かった。
1850年代に入ると、ウィリアムの長子であるロバート・アーチャーが農場経営を手伝うようになった。1859年、ロバートが結婚する際には、ウィリアムの土地であるSaundrigdeの土地の分与を受けている。しかし、子供たちが成長する一方で、1850年代の農場は、さまざまな災厄が降りかかった時代だった。ウィリアムの手帳によると、1852年には、ライ麦畑にウジやイモムシが繁殖し、1855年と1858年には大規模の山火事を経験した。特に、1858年夏は、極度の乾燥状態であったらしく、9週間ものの間、降雨に恵まれなかった。
1850年代には、イギリス本国からやってくる囚人労働者がなくなり、人件費の高騰も経験している。ウィリアムは、1856年には、ドイツからの移民（羊飼い）の受け入れのスポンサーとなったりもしている。また、農場に、作物を収穫する機械を導入した。

### W.H.D.アーチャー
1869年、ウィリアムは農場経営を引退した。ブリッケンドン農場を継いだのが、ウィリアム・ヘンリー・デーヴィス・アーチャー（William Henry Davies Archer、通称、ハリー。1836年11月13日-1928年1月10日）である。ロンドン留学を経験したハリーは、ブリッケンドン農場で、高品質のメリノ種のブリーダーとして活躍した。ハリーは農場経営のみならず、地域の行政にも大きく関与し、1869年には下級審の判事、1883年には検視官にもなっている。さらには、1872年から22年間、ロングフォード議会の議員としても活躍した。

### W. F. アーチャーとケリー・アーチャー
父ハリーの後を継いだのが、ウィリアム・フルベルト・アーチャー（William Fulbert Archer、1883年-1952年）である。父ハリーと同様に、ロンドン留学をした彼は、弁護士の資格を取得して帰国した。イギリスから帰国した後、28歳になったときに、本格的に、ブリッケンドン農場での仕事に従事することとなった。彼の時代に、ブリッケンドン農場は、本格的に機械化を進めた。第二次世界大戦中には、ブリッケンドン農場の従業員は4人にまで合理化されていた。
W. F. アーチャーの後を継いだのが、ケリー・アーチャー（Kerry Archer）である。1949年、学校を卒業した彼は、父ウィリアム・フルベルトが病床にあったこともあり、彼の祖先が行ったようなロンドン留学をすることができなかった。しかし、積極的な農場経営を実施した。1970年、ブリッケンドン農場は、一般公開に踏み切った。
ウルマーズ農場とは異なり、ブリッケンドン農場は、2013年現在でもアーチャー家の人々によって、農場経営が続いている。

## 作品化
この2つの農場は、オーストラリア放送協会（ABC）の手によって、『Dynasties: Archer』という作品名で、作品化されている。

## 世界遺産登録基準
この世界遺産は世界遺産登録基準のうち、以下の条件を満たし、登録された（以下の基準は世界遺産センター公表の登録基準からの翻訳、引用である）。
- (4) 人類の歴史上重要な時代を例証する建築様式、建築物群、技術の集積または景観の優れた例。
- (6) 顕著で普遍的な意義を有する出来事、現存する伝統、思想、信仰または芸術的、文学的作品と直接にまたは明白に関連するもの（この基準は他の基準と組み合わせて用いるのが望ましいと世界遺産委員会は考えている）。